# دنیلا گوتز
دنیلا گوتز (به انگلیسی: Daniela Götz) (زادهٔ ۲۳ دسامبر ۱۹۸۷) شناگر اهل آلمان است.